# Эрайль, Жильбер
Жильбе́р Эра́йль (окс. Gilbert Erail, ум. 1200) — арагонский рыцарь, Великий магистр ордена тамплиеров в 1193—1200 годах.

## Биография
Жильбер происходил из Арагона и присоединился к тамплиерам в молодом возрасте. Он проходил службу в Провансе и Арагоне и принимал участие в Реконкисте. В 1183 году упомянут, как командующий града Иерусалим, а в период с октября 1185 года по август 1189 года он возглавлял подразделение ордена в Арагоне. В феврале 1193 года, после смерти Робера де Сабле, был избран великим магистром.
Жильбер способствовал миру между христианами и мусульманами в Леванте путём заключения дипломатического соглашения с египетским султаном аль-Адилем I. Некоторые политики и члены ордена были не согласны с этой политикой и обвиняли его в измене.
В 1196 году обострилась напряженность в отношениях между тамплиерами и госпитальерами. Между ними вышел спор по поводу прав собственности на небольшой замок недалеко от Маргата. Замок заняли госпитальеры, что едва не спровоцировало вооруженный конфликт. Лишь вмешательство папы Иннокентия III его предотвратило: госпитальеры оставили замок.
Жильбер также позаботился о консолидации владений ордена во Франции и Апулии.
В Испании тамплиеры принимали активное участие в Реконкисте и получили в 1196 году от короля Альфонсо II Арагонского некоторые земельные пожалования в Альфамбре в качестве награды.